# Квонтен, Райан
Ра́йан Кри́стиан Кво́нтен (англ. Ryan Christian Kwanten, род. 28 ноября 1976, Сидней) — австралийский актёр, наиболее известный по роли Винни Паттерсона в «Домой и прочь», Джея Робертсона в «Вечном лете» и Джейсона Стакхауса в «Настоящей крови».

## Биография
Квонтен родился 28 ноября 1976 года в городе Сидней в Новом Южном Уэльсе в семье Эдди Квонтена, служащего флота Австралии, и Крис, работницы благотворительного магазина. Предки со стороны отца были голландцами, со стороны матери — хорватами. У Квонтена есть два брата — музыкант Митчелл и терапевт Ллойд. Учился в католической школе.

## Карьера
Квонтен начал карьеру с ролей в сериалах «Примитивная практика», «Эй, пап!…» и «Чародей: Страна Великого Дракона».
В 1997 году актёр вошёл в основной состав австралийской мыльной оперы «Домой и прочь». В 2002 году он покинул сериал сразу после того, как его герой женился и стал отцом. Квонтен переехал в США, где получил роль Джея в мелодраме «Вечное лето» с Лори Локлин в главной роли. Затем последовали роли в фильмах «Флика» с Марией Белло, Элисон Ломан и Тимом МакГроу и «Мёртвая тишина» — фильм ужасов, в котором Квонтен сыграл главную роль.
В 2008 году Райан появился в гостевой роли служащего флота Доминика Пруитта в сериале «Закон и порядок: Специальный корпус» — его персонажа обвиняли в изнасиловании и убийстве коллеги и её не родившегося ребёнка. В 2009 году актёр сыграл главную роль в фильме «Не исчезай» с Мишей Бартон и Бо Бриджесом.
Квонтен снимался в одной из главных ролей в вампирской драме канала HBO «Настоящая кровь »— он играет сексуально-озабоченного брата главной героини, Джейсона Стакхауса.
Райан снялся в главной роли в психологическом триллере «Красный холм», снятый режиссёром Патриком Хьюзом. Кроме того, он получил главную роль в фильме ужасов Джоуи Линча под названием The Knights of Badassdom.
В октябре 2010 года стало известно, что актёр сыграет знаменитого маньяка-убийцу Чарльза Мэнсона в биографической ленте Бреда Андерсона.

## Фильмография

### Кино
| Год  | Название на русском         | Название на английском                        | Роль                | Примечания     |  |
| ---- | --------------------------- | --------------------------------------------- | ------------------- | -------------- |  |
| 1994 | Сигнал один                 | Signal One                                    | Малчи               |                |  |
| 2003 | Мост из воды                | Liquid Bridge                                 | Ник МакКалум        |                |  |
| 2004 | Тёмная Америка              | American Brown                                | Рики Браун          |                |  |
| 2006 | Флика                       | Flicka                                        | Говард МакЛафлин    |                |  |
| 2007 | Мёртвая тишина              | Dead Silence                                  | Джейми Эшен         | Главная роль   |  |
| 2009 | Не исчезай                  | Don't Fade Away                               | Джексон Вайт        |                |  |
| 2010 | Красный холм                | Red Hill                                      | Шейн Купер          |                |  |
| 2010 | Легенды ночных стражей      | Legend of the Guardians: The Owls of Ga'Hoole | Клудд               | Озвучивание    |  |
| 2011 | Грифф невидимый             | Griff the Invisible                           | Гриффи              |                |  |
| 2011 | Рыцари королевства Крутизны | The Knights of Badassdom                      | Джо                 |                |  |
| 2011 | Zebras                      |                                               |                     |                |  |
| 2012 | Помогите стать отцом        | Not Suitable For Children                     | Джона               |                |  |
| 2012 | Руки из камня               | Hands of Stone                                | Кен Бучанан         |                |  |
| 2012 | 7500                        | 7500                                          |                     |                |  |
| 2013 | Таинственный путь           | Mystery Road                                  | Пит Байли           |                |  |
| 2013 | Люблю твою жену             | The Right Kind of Wrong                       | Лео                 | Главная роль   |  |
| 2014 | Достань меня, если сможешь  | Reach Me                                      | Джек Бёрнс          |                |  |
| 2014 | Северянин: Сага о викингах  | Notrhmen. A Viking Saga                       | Монах Коналл        |                |  |
| 2014 | Похищение Фредди Хайнекена  | Kidnapping Freddy Heineken                    | Джен «Кот» Боэллард |                |  |
| 2015 | Шальное ранение             | Blunt Force Trauma                            | Джон                | Главная роль   |  |
| 2016 | Имущество с хвостом         | Who Gets the Dog?                             | Клэй Лоннеган       | Главная роль   |  |
| 2018 | Ограбление в ураган         | The Hurricane Heist                           | Кейси               |                |  |
| 2020 | 2067: Петля времени         | "2067"                                        | Джюд Матерс         | 2 Главная роль |  |
| 2022 | Великолепный                | Glorious                                      | Уэс                 | Главная роль   |  |

### Телевидение
| Год       | Название на русском                 | Название на английском               | Роль                   | Примечания                                           |
| --------- | ----------------------------------- | ------------------------------------ | ---------------------- | ---------------------------------------------------- |
| 1992      | Примитивная страна                  | A Country Practice                   | Бен Ллойд              | эпизоды: «A Fair Cop: Part 1» и «A Fair Cop: Part 2» |
| 1993-1994 | Джи Пи                              | G.P.                                 | Скотт Браунинг         | эпизоды «Bloodlines» и «Brotherly Love»              |
| 1994      | Эй, пап!                            | Hey Dad!                             | Ричард                 | эпизод «Rebel Without a Clue»                        |
| 1995      |                                     | Echo Point                           | Нэйтан Поттер          |                                                      |
| 1996      | Водные крысы                        | Water Rats                           | Ниппер                 | эпизод «Iron Man»                                    |
| 1997      | Чародей: Страна Великого Дракона    | Spellbinder: Land of the Dragon Lord | Джош Морган            | 26 эпизодов                                          |
| 1997-2002 | Дома и в пути                       | Home and Away                        | Винни Паттерсон        | основной состав                                      |
| 2002      | Линия нападения                     | The Junction Boys                    | Клод Гирхарт           | телевизионный филм                                   |
| 2003      | Оперативник                         | The Handler                          | Барнс                  | эпизод «Off the Edge»                                |
| 2004      | Вернуть из мёртвых                  | Tru Calling                          | Джейк Войт             | эпизод «Closure»                                     |
| 2004-2005 | Вечное лето                         | Summerland                           | Джей Робертсон         | 26 эпизодов                                          |
| 2007      | Медсёстры                           | Nurses                               | Оуэн Гаррис            | телевизионный фильм                                  |
| 2008      | Закон и порядок: Специальный корпус | Law & Order: Special Victims Unit    | Сержант Доминик Пруитт | эпизод «PTSD»                                        |
| 2008-2014 | Настоящая кровь                     | True Blood                           | Джейсон Стакхаус       | основной состав                                      |
| 2010      | Рейк                                | Rake                                 | Билл                   | эпизод «R V Dana»                                    |
| 2011      | Новенькая                           | The New Girl                         | Оливер                 | 1 эпизод                                             |
| 2010      | Капля настоящей крови               | A Drop of True Blood                 | Джейсон                | эпизод «Джейсон»                                     |
| 2018      | Клятва                              | The Oath                             | Стив Хэммонд           | основной состав                                      |
| 2021      | Они                                 | Them                                 | Джордж Белл            | основной состав                                      |

## Награды
| Год  | Премия                    | Организация                 | Роль                             | Номинация                                                | Результат |
| ---- | ------------------------- | --------------------------- | -------------------------------- | -------------------------------------------------------- | --------- |
| 2009 | Премия «Спутник»          | International Press Academy | Джейсон Стакхаус Настоящая кровь | Best Ensemble, Television                                | Выиграл   |
| 2009 | Scream Award              | Spike TV                    | Джейсон Стакхаус Настоящая кровь | Best Horror Actor                                        | Номинация |
| 2010 | Screen Actors Guild Award | Screen Actors Guild         | Джейсон Стакхаус Настоящая кровь | Outstanding Performance by an Ensemble in a Drama Series | Номинация |
| 2010 | Teen Choice Awards        | Fox Broadcasting Company    | Джейсон Стакхаус Настоящая кровь | Choice TV Actor: Fantasy/Sci-Fi                          | Номинация |